# 19e Primetime Emmy Awards
De 19e Primetime Emmy Awards, waarbij prijzen werden uitgereikt in verschillende categorieën voor de beste Amerikaanse televisieprogramma's die in primetime werden uitgezonden tijdens het televisieseizoen 1966-1967, vond plaats op 4 juni 1967.

## Winnaars en nominaties - televisieprogramma's
(De winnaars staan bovenaan in vet lettertype.)

#### Dramaserie
(Outstanding Drama Series)
- Mission: Impossible
  - The Avengers
  - I Spy
  - Run for Your Life
  - Star Trek

#### Komische serie
(Outstanding Comedy Series)
- The Monkees
  - The Andy Griffith Show
  - Bewitched
  - Get Smart
  - Hogan's Heroes

## Winnaars en nominaties - acteurs

### Hoofdrollen

#### Mannelijke hoofdrol in een dramaserie
(Outstanding Continued Performance by an Actor in a Leading Role in a Dramatic Series)
- Bill Cosby als Alexander Scott in I Spy
  - Robert Culp als Kelly Robinson in I Spy
  - Ben Gazzara als Paul Bryan in Run for Your Life
  - David Janssen als Richard Kimble in The Fugitive
  - Martin Landau als Rollin Hand in Mission: Impossible

#### Mannelijke hoofdrol in een komische serie
(Outstanding Continued Performance by an Actor in a Leading Role in a Comedy Series)
- Don Adams als Maxwell Smart in Get Smart
  - Bob Crane als Robert E. Hogan in Hogan's Heroes
  - Brian Keith als Bill Davis in Family Affair
  - Larry Storch als Randolph Agarn in F Troop

#### Vrouwelijke hoofdrol in een dramaserie
(Outstanding Continued Performance by an Actress in a Leading Role in a Dramatic Series)
- Barbara Bain als Cinnamon Carter in Mission: Impossible
  - Diana Rigg als Emma Peel in The Avengers
  - Barbara Stanwyck als Victoria Barkley in The Big Valley

#### Vrouwelijke hoofdrol in een komische serie
(Outstanding Continued Performance by an Actress in a Leading Role in a Comedy Series)
- Lucille Ball als Lucy Carmichael in The Lucy Show
  - Elizabeth Montgomery als Samantha Stephens in Bewitched
  - Agnes Moorehead als Endora in Bewitched
  - Marlo Thomas als Ann Marie in That Girl

### Bijrollen

#### Mannelijke bijrol in een dramaserie
(Outstanding Continuing Performance by an Actor in a Supporting Role in Drama)
- Eli Wallach als 'Happy' Locarno in Poppies Are Also Flowers
  - Leo G. Carroll als Alexander Waverly in The Man from U.N.C.L.E.
  - Leonard Nimoy als Spock in Star Trek

#### Mannelijke bijrol in een komische serie
(Outstanding Continuing Performance by a Supporting Actor in a Comedy Series)
- Don Knotts als Deputy Barney Fife in The Andy Griffith Show
  - Gale Gordon als Theodore J. Mooney in The Lucy Show
  - Werner Klemperer als Col. Wilhelm Klink in Hogan's Heroes

#### Vrouwelijke bijrol in een dramaserie
(Outstanding Continuing Performance by an Actress in a Supporting Role in Comedy)
- Agnes Moorehead als Emma Valentine in The Wild Wild West
  - Tina Chen als Vietnamese girl in CBS Playhouse
  - Ruth Warrick als Hannah Cord in Peyton Place

#### Vrouwelijke bijrol in een komische serie
(Outstanding Continuing Performance by a Supporting Actress in a Comedy Series)
- Frances Bavier als Bee Taylor in The Andy Griffith Show
  - Nancy Kulp als Jane Hathaway in The Beverly Hillbillies
  - Marion Lorne als Aunt Clara in Bewitched